# Geri Spini
Geri Spini, nato Ruggiero (Firenze, ... – ...; fl. XIII secolo), fu un guelfo nero molto vicino a Papa Bonifacio VIII del ramo romano della famiglia longobarda (o fara) Gaetani o Caetani.

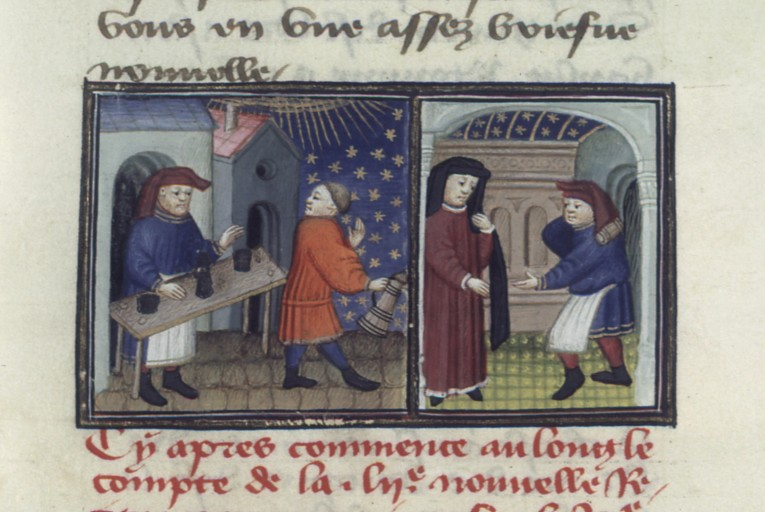

Geri è personaggio di una novella nel Decameron (VI giornata, seconda novella, protagonista Cisti fornaio) di Giovanni Boccaccio (dove figura come Geri Spina) , ed è menzionato dallo storiografo Dino Compagni che, nella Cronica, lo descrive come un empio.
Era figlio di Mannetto Spini, famiglia appartenente alla fazione dei guelfi neri, della quale fu capo intorno al 1300. Inoltre Geri Spina è conosciuto come "mercatante" al servizio di papa Bonifacio VIII. Nel 1325 fu firmatario di un lodo arbitrale che riguardava i fratelli Simone e Ugo dei conti Guidi di Battifolle. Nel 1332 risulta già morto. Si ritiene che fosse un uomo con una certa sensibilità culturale, visto che Bartolomeo da San Concordio gli dedicò i suoi Ammaestramenti degli Antichi. 